# برتا بابنهيم
برثا بابنهيم (بالألمانية: Bertha Pappenheim)‏، ناشطة نسوية نمساوية من مواليد 27 فبراير 1859 بمدينة فيينا. تعتبر مؤسسة العمل الاجتماعي في ألمانيا. عرفت برثا بمحاربتها للبغاء وبتأسيسها للرابطة النسائية اليهودية. تشتهر برثا بابنهيم في تاريخ التحليل النفسي، تحت اسم مستعار هو «آنا أو» (anna O).

## السيرة الذاتية

### النشأة ومرحلة الطفولة
ولدت بيرثا بابنهايم في 27 فبراير 1859 في فيينا. بيرثا هي الابنة الثالثة لسيغموند بابنهيم وريشا بابنهيم. ينحدر والدها سيغموند (1881-1824)، وهو تاجر، من عائلة أرثوذكسية يهودية برجوازية من بريبرغ (الآن براتيسلافا، سلوفاكيا)؛ يشير اسم عائلة برثا الذي اكتسبته من والدها، إلى بلدة بابنهايم الفرنكونية. أما والدتها ريشا (1905-1830)، فهي تنحدر من عائلة قديمة وثرية من فرانكفورت. ترجع جذور كلا الأسرتين إلى الطائفة اليهودية الأرثوذكسية.
ارتادت بيرثا مدرسة كاثوليكية للبنات، ونظمت حياتها وفقا تقويم العطلة اليهودية، أما الإجازات الصيفية فقد قضتها في إيشل. تعلمت برثا عدة لغات هي الإنجليزية، الفرنسية، الإيطالية، العبرية واليديشية.
في سن الثامنة، توفيت شقيقتها الكبرى هنرييت (1867-1849) بسبب «السل الذريع». عندما بلغت الحادية عشرة من عمرها، انتقلت أسرتها من ليوبولدشتات في فيينا، التي كان يسكنها في المقام الأول اليهود الذين يعانون من الفقر، إلى ليختنشتاينسترا الواقعة في المقاطعة التاسعة ألزرغروند.
تركت المدرسة عندما كانت في سن السادسة عشرة، حيث كرست نفسها للتطريز ومساعدة والدتها في تحضير طعامهم الكوشر.

### المرض والعلاج
أصيبت برثا بابنهايم بالمرض في سن الواحدة والعشرين. حيث خضعت بين عامي 1880 و1882 للعلاج من طرف الطبيب النمساوي جوزيف بريور نتيجة لتعرضها لمجموعة متنوعة من الأعراض العصبية التي ظهرت عليها عندما أصبح والدها مريضا فجأة. أبقى بريور صديقه سيغموند فرويد على علم بقضيتها، ليبني بذلك أول تحليل له عن أصول الهستيريا. وبذلك تحولت برثا بابنهايم، التي أطلق عليها اسم «أنا أو» (Anna O) إلى الوجه المريض الأكثر شهرة في تاريخ التحليل النفسي.
عند مغادرتها لمصحة الأمراض النفسية لكروزلينغن، بقيت برثا لمدة بضعة أشهر في ألمانيا، وأجرت تدريبا كممرضة في كارلسروه. لكن وعند عودتها إلى فيينا في سنة 1883، تعرضت لإنتكاسة، جعلتها تقيم ثلاثة مرات لمدة طويلة في مصحة إنزيردورف.

### فرانكفورت
في نوفمبر 1888، عندما كانت في التاسعة والعشرين من العمر وبعد شفائها، انتقلت برثا رفقة أمها للإقامة في فرانكفورت أم ماين. حيث كان الوسط العائلي خليطا بين الأرثوذكسية والليبرالية. خلافا لحياتهم في فيينا، في فرانكفورت أصبحوا يشاركون في الفن والعلوم، وليس في الأعمال الخيرية فقط. كانت عائلتا غولدشميت وأوبنهايم معروفتان باسم جامعي ورعاة الفنون، حيث قدمتا الدعم للمشاريع العلمية والأكاديمية، خاصة خلال تأسيس جامعة فرانكفورت.
في هذه البيئة الجديدة، كثفت برثا بابنهايم جهودها الأدبية، حيث بدأت منشوراتها في سنة 1888، وكانت في البداية تكتب تحت اسم مجهول الهوية؛ لكنها ظهرت لاحقا تحت اسم مستعار «ب.برتولد»، ومن تم أصبحت تشارك في الأنشطة الاجتماعية والسياسية.
في سنة 1895 كانت مسؤولة مؤقتا عن دار للأيتام، وسرعان ما أصبحت بعد عام واحد من ذلك، مديرة له بشكل رسمي. خلال الإثني عشر سنة التي قضتها في إدارته، تمكنت برثا من توجيه البرنامج التعليمي بعيدا عن هدفه الواحد والوحيد المتمثل في الزواج اللاحق إلى  التدريب بهدف الاستقلال المهني.
بحلول سنة 1895، عقد بفرانكفور اجتماع عام «للجمعية العامة للمرأة الألمانية»، برثا بابنهيم شاركت بدوها في الاجتماع، وساعد كذلك في إنشاء مجموعة محلية للجمعية. خلال السنوات التالية باشرت نشر مقالات تتعلق بموضوع حقوق المرأة في مجلة «إيثيسش كولتر» (الثقافة الأخلاقية)، التي كانت البداية. كما قامت أيضا بترجمة كتاب ماري وولستونكرافت الشهير «دفاع عن حقوق المرأة» (A Vindication of the Rights of Woman).

### الرابطة النسائية اليهودية
طلب من برثا بابينهايم وسارا رابينويتش خلال انعقاد المؤتمر الألماني الأول لمكافحة الاتجار بالنساء بفرانكفورت في تشرين أكتوبر 1902، السفر إلى غاليسيا وإجراء تحقيق عن الوضعية الاجتماعي هناك. تضمن التقرير الذي نتج سنة 1904 حول هذه الرحلة التي استمرت عدة أشهر، وصفا للمشاكل التي نشأت من مزيج التخلف الزراعي والتصنيع البدائي، وكذلك نتيجة لاصطدام حركتي الحاسيديم والصهيونية.
خلال اجتماع للمجلس الدولي للمرأة، عقد في برلين سنة 1904، تقرر إنشاء جمعية نسائية يهودية وطنية. على غرار اتحاد الرابطات النسائية الألمانية (Bund Deutscher Frauenvereine)، التي شاركت في تأسيسها هيلين لانج في سنة 1894، فكانت الأولى من بين العديد من الجهود الاجتماعية والتحررية للجمعيات النسائية اليهودية. انتخبت برثا بابنهايم كأول رئيسة للرابطة النسائية اليهودية (Jüdischer Frauenbund)، حيث بقيت على رأسها لمدة 20 عاما، وساهمت بجهودها فيها حتى وفاتها في سنة 1936. بحلول سنة 1907، إنضمت الرابطة النسائية اليهودية إلى اتحاد الرابطات النسائية الألمانية. لتصبح بابنهيم بين سنتي 1914 و1924، على رأس مجلس إدارة اتحاد الرابطات النسائية الألمانية.
بالموازات مع ذلك قادت برثا حملة دولية لمكافحة البغاء تشمل شابات من أوروبا الشرقية والشرق الأوسط، في هذا السياق، قامت بتفقد مناطق في أوروبا الشرقية والشرق الأوسط. كما قامت بجولة في كل من فلسطين، لندن، باريس ونيويورك من أجل لفت الانتباه إلى حملتها.
كانت بيرثا باببينهايم مؤسِسة ومبادِرة لإنشاء العديد من المؤسسات، من بينها رياض الأطفال ودور المجتمع والمؤسسات التعليمية. حيث اعتبرت أن عمل حياتها سيكون هو دار أيتام إيزنبورغ للفتيات اليهوديات (Mädchenwohnheim Neu-Isenburg).
بعد أن ألقت خطابا في «جمعية هيلفسفيرين» سنة 1901، شكلت مجموعة نسائية بهدف التنسيق وإضفاء الطابع المهني على عمل مختلف المبادرات والمشاريع الاجتماعية. فكانت هذه المجموعة كزء أول من «هيلفسفيرين إسرائيليتشر»، حيث أصبحت في سنة 1904 منظمة مستقلة، تحت اسم «منظمة الإغاثة النسائية» (Weibliche Fürsorge).

### سنواتها الأخيرة والوفاة
بعد وفاة والدتها في سنة 1905 عاشت بيرثا بابنهيم وحدها دون مرافق لسنوات عديدة. بحلول سنة 1924، ربطت برثا صداقة وثيقة بينها وبين «هانا كارمينسكي» البالغة من العمر 40 عاما، والتي تولت قيادة نادي الفتاة اليهودية (Jüdischer Mädchenclub). حتى عندما انتقل كارمينسكي في سنة 1925 إلى برلين، بقيتا على تواصل حيث كتبوا لبعضهم البعض كل يوم تقريبا.
خلال رحلتها التي قادتها إلى النمسا في سنة 1935، تبرعت بمجموعتيها (من الدانتيل ولمسبوكات الصغيرة) لمتحف فيينا للفنون التطبيقية. ومن فيينا سافرت إلى ايشل. وأثناء سفرها هذا تدهورت حالتها الصحية ونقلت إلى مستشفى في ميونيخ. خلال عملية أجريت هناك، تم تحديد سبب حالتها بالإصابة بورم خبيث.
على الرغم من مرضها، سافرت في نهاية سنة 1935 إلى أمستردام للقاء هنريتا زولد، زعيمة «منظمة شباب آليا»، ومن ثم مرة أخرى إلى غاليسيا، من أجل تقديم المشورة لمدارس بيت يعقوب. بعد عودتها إلى فرانكفورت زادت معاناتها مع المرض وأصبحت طريحة الفراش، بالإضافة لإصابتها باليرقان.
خلال الأيام الأخيرة من حياتها، تم استدعائها للإستجواب من قبل مركز شرطة ولاية أوفنباخ، والسبب كان هو شكاية كان قد قدمها موظف مسيحي من المنزل. رفضت بابنهيم الظهور في جلسة الاستماع بسبب سوء حالتها الصحية. بعد جلسة الاستماع 16 أبريل 1936، التي حضرت إليها بهدوء ولكن بتحفظ تجاه التهمة، لم تتخذ الشرطة أي إجراء آخر.
توفيت بابنهيم في 28 مايو 1936، بعد أن اعتنت بها حتى النهاية صديقتها الوفية هانا كارمينسكي، ودفنت بجوار والدتها في مقبرة رات بيل ستراس اليهودية في فرانكفورت. وقد خلدت الصحيفة التي أسستها لذكرى وفاتها بطبعة خاصة مكونة من 40 صفحة.

## الإعتراف
أصدر البريد الألماني في سنة 1954 ضمن سلسلة «المنفعة الإنسانية»؛ طابعا بريديا يحمل صورة برثا بابنهايم تقديرا لخدماتها. بالإضافة لذلك وبمناسبة الذكرى الخمسين لوفاتها، عقد مؤتمر تم خلاله التطرق لمختلف جوانب حياتها. أيضا وفي الموقع السابق لدار نيو إيسنبورغ للفتيات المعرضات للخطر والأمهات العازبات، افتتحت في سنة 1997، غرفة دراسية ونصب تذكاري لبريثا بابنهايم.